# Петровець
Петровець (хорв. Petrovec) — населений пункт у Хорватії, у Сисацько-Мославинській жупанії у складі громади Лекеник.

## Населення
Населення за даними перепису 2011 року становило 334 осіб.
Динаміка чисельності населення поселення:

## Клімат
Середня річна температура становить 10,89 °C, середня максимальна – 25,56 °C, а середня мінімальна – -6,25 °C. Середня річна кількість опадів – 911 мм.
| Клімат поселення                              | Клімат поселення | Клімат поселення | Клімат поселення | Клімат поселення | Клімат поселення | Клімат поселення | Клімат поселення | Клімат поселення | Клімат поселення | Клімат поселення | Клімат поселення | Клімат поселення | Клімат поселення |
| Показник                                      | Січ.             | Лют.             | Бер.             | Квіт.            | Трав.            | Черв.            | Лип.             | Серп.            | Вер.             | Жовт.            | Лист.            | Груд.            |                  |
| Середній максимум, °C                         | 6,52             | 8,61             | 13,21            | 17,61            | 22,52            | 25,56            | 24,74            | 23,94            | 20,26            | 15,05            | 9,44             | 5,38             |                  |
| Середня температура, °C                       | 0,14             | 2,25             | 6,84             | 11,24            | 16,13            | 19,18            | 20,76            | 19,94            | 16,27            | 11,06            | 5,44             | 1,37             |                  |
| Середній мінімум, °C                          | −6,25            | −4,12            | 0,48             | 4,85             | 9,76             | 12,80            | 16,74            | 15,95            | 12,28            | 7,08             | 1,45             | −2,62            |                  |
| Норма опадів, мм                              | 55               | 53               | 61               | 73               | 80               | 91               | 81               | 87               | 84               | 86               | 91               | 69               |                  |
| Середньомісячна швидкість вітру, м/с          | 1.80             | 2.00             | 2.40             | 2.26             | 2.10             | 1.90             | 1.89             | 1.70             | 1.70             | 1.73             | 1.80             | 1.80             |                  |
| Середньомісячна сонячна радіація, кДж/м²·день | 4226             | 6965             | 10662            | 15112            | 19362            | 21480            | 22437            | 19462            | 14395            | 8896             | 4695             | 3425             |                  |
| --------------------------------------------- | ---------------- | ---------------- | ---------------- | ---------------- | ---------------- | ---------------- | ---------------- | ---------------- | ---------------- | ---------------- | ---------------- | ---------------- | ---------------- |
| Джерело:                                      |                  |                  |                  |                  |                  |                  |                  |                  |                  |                  |                  |                  |                  |